# Sven Bender
Sven Bender (sinh ngày 27 tháng 4 năm 1989) là cựu cầu thủ bóng đá người Đức chơi ở vị trí trung vệ và tiền vệ phòng ngự. Anh lớn lên ở Brannenburg và bắt đầu sự nghiệp bóng đá khi chơi cho TSV Brannenburg. Sven là em trai sinh đôi của Lars Bender.
Anh hiện là trợ lý giám đốc tại câu lạc bộ Bundesliga Borussia Dortmund.

## Thống kê sự nghiệp
Tính đến  ngày 15 tháng 8 năm 2015.
| Câu lạc bộ           | Mùa giải            | Bundesliga          | Bundesliga | Bundesliga | DFB-Pokal | DFB-Pokal | châu Âu1 | châu Âu1 | Khác2 | Khác2 | Tổng cộng | Tổng cộng |
| Câu lạc bộ           | Mùa giải            | Bundesliga          | Trận       | Bàn        | Trận      | Bàn       | Trận     | Bàn      | Trận  | Bàn   | Trận      | Bàn       |
| -------------------- | ------------------- | ------------------- | ---------- | ---------- | --------- | --------- | -------- | -------- | ----- | ----- | --------- | --------- |
| 1860 München II      | 2006–07             | Regionalliga Süd    | 19         | 3          | —         | —         | —        | —        | —     | —     | 19        | 3         |
| 1860 München II      | 2007–08             | Regionalliga Süd    | 1          | 0          | —         | —         | —        | —        | —     | —     | 1         | 0         |
| 1860 München II      | Tổng cộng           | Tổng cộng           | 20         | 3          | —         | —         | —        | —        | —     | —     | 20        | 3         |
| 1860 München         | 2006–07             | 2. Bundesliga       | 14         | 0          | 0         | 0         | —        | —        | —     | —     | 14        | 0         |
| 1860 München         | 2007–08             | 2. Bundesliga       | 27         | 1          | 3         | 0         | —        | —        | —     | —     | 30        | 1         |
| 1860 München         | 2008–09             | 2. Bundesliga       | 25         | 0          | 1         | 0         | —        | —        | —     | —     | 26        | 0         |
| 1860 München         | Tổng cộng           | Tổng cộng           | 66         | 1          | 4         | 0         | —        | —        | —     | —     | 70        | 1         |
| Borussia Dortmund II | 2009–10             | 3. Liga             | 3          | 0          | —         | —         | —        | —        | —     | —     | 3         | 0         |
| Borussia Dortmund II | 2012–13             | 3. Liga             | 1          | 0          | —         | —         | —        | —        | —     | —     | 1         | 0         |
| Borussia Dortmund II | Tổng cộng           | Tổng cộng           | 4          | 0          | —         | —         | —        | —        | —     | —     | 4         | 0         |
| Borussia Dortmund    | 2009–10             | Bundesliga          | 19         | 0          | 0         | 0         | 0        | 0        | —     | —     | 19        | 0         |
| Borussia Dortmund    | 2010–11             | Bundesliga          | 31         | 1          | 1         | 0         | 7        | 0        | —     | —     | 39        | 1         |
| Borussia Dortmund    | 2011–12             | Bundesliga          | 24         | 1          | 3         | 0         | 4        | 0        | 1     | 0     | 32        | 1         |
| Borussia Dortmund    | 2012–13             | Bundesliga          | 20         | 1          | 1         | 0         | 11       | 0        | 0     | 0     | 32        | 1         |
| Borussia Dortmund    | 2013–14]            | Bundesliga          | 19         | 1          | 2         | 0         | 5        | 0        | 1     | 0     | 27        | 1         |
| Borussia Dortmund    | 2014–15             | Bundesliga          | 20         | 0          | 5         | 0         | 6        | 0        | 1     | 0     | 32        | 0         |
| Borussia Dortmund    | 2015–16             | Bundesliga          | 1          | 0          | 1         | 0         | 1        | 0        | —     | —     | 3         | 0         |
| Borussia Dortmund    | Tổng cộng           | Tổng cộng           | 134        | 4          | 13        | 0         | 34       | 0        | 3     | 0     | 184       | 4         |
| Tổng cộng sự nghiệp  | Tổng cộng sự nghiệp | Tổng cộng sự nghiệp | 224        | 8          | 17        | 0         | 34       | 0        | 3     | 0     | 278       | 8         |

- 1.^ Bao gồm UEFA Champions League và UEFA Europa League.
- 2.^ Bao gồm DFL-Supercup.

## Danh hiệu
Borussia Dortmund
- Bundesliga: 2010–11, 2011–12
- DFB-Pokal: 2011–12, 2016–17
- DFL-Supercup: 2013, 2014
- UEFA Champions League á quân: 2012–13

U19 Đức
- UEFA European Under-19 Championship: 2008
- Summer Olympic Games: Huy chương bạc, 2016

## Liên kết
- Sven Bender at transfermarkt.de (tiếng Đức)
- Sven Bender tại fussballdaten.de (tiếng Đức)
- Sven Bender – Thành tích thi đấu FIFA